# 2008年北京オリンピックのナウル選手団
2008年北京オリンピックのナウル選手団（2008ねんペキンオリンピックのナウルせんしゅだん）は、2008年8月8日から8月24日までの日程で開催された2008年北京オリンピックにおけるナウル選手団の名簿。選手名及び所属・記録は2008年当時のもの。ナウルから参加した選手は、ウエイトリフティング競技の男子105kg超級に出場したイッテ・デテナモのみであった。

## 種目別選手・スタッフ名簿及び成績

### ウエイトリフティング
| 選手             | 種目          | スナッチ | スナッチ | クリーン&ジャーク | クリーン&ジャーク | 合計 | 順位 |
| 選手             | 種目          | 結果     | 順位     | 結果              | 順位              | 合計 | 順位 |
| ---------------- | ------------- | -------- | -------- | ----------------- | ----------------- | ---- | ---- |
| イッテ・デテナモ | 男子105kg超級 | 175      | 9        | 210               | 10                | 385  | 10   |